# Monaco op de Olympische Winterspelen 1992
Monaco nam deel aan de Olympische Winterspelen 1992 in Albertville, Frankrijk. Ook de derde deelname aan de olympische winterspelen bleef zonder medailles.

## Deelnemers en resultaten

### Bobsleeën
| Olympiër (deelname)                                         | Discipline              | Resultaat | Prestatie                                                |
| ----------------------------------------------------------- | ----------------------- | --------- | -------------------------------------------------------- |
| Gilbert Bessi (2) Michel Vatrican                           | 2-mansbob (m) Monaco I  | 23e       | 4.08,13 (+4,87) (1.01,55 / 1.02,09 / 1.02,08 / 1.02,41)  |
| Albert Grimaldi (2) Pascal Camia                            | 2-mansbob (m) Monaco II | 43e       | 4.15,42 (+12,16) (1.03,57 / 1.03,88 / 1.03,93 / 1.04,04) |
| Albert Grimaldi Gilbert Bessi Michel Vatrican David Tomatis | 4-mansbob (m) Monaco I  | 27e       | 4.02,63 (+8,73) (1.00,49 / 1.00,66 / 1.00,74 / 1.00,74)  |

Algerije · Amerikaanse Maagdeneilanden · Andorra · Argentinië · Australië · België · Bermuda · Bolivia · Brazilië · Bulgarije · Canada · Chili · China · Chinees Taipei · Costa Rica · Cyprus · Denemarken · Duitsland · Estland · Filipijnen · Finland · Frankrijk · Gezamenlijk team · Griekenland · Groot-Brittannië · Honduras · Hongarije · Ierland · IJsland · India · Italië · Jamaica · Japan · Joegoslavië · Kroatië · Letland · Libanon · Liechtenstein · Litouwen · Luxemburg · Marokko · Mexico · Monaco · Mongolië · Nederland · Nederlandse Antillen · Nieuw-Zeeland · Noord-Korea · Noorwegen · Oostenrijk · Polen · Puerto Rico · Roemenië · San Marino · Senegal · Slovenië · Spanje · Swaziland · Tsjecho-Slowakije · Turkije · Verenigde Staten · Zuid-Korea · Zweden · Zwitserland